# Tengrismus
Dieser Artikel wurde in der Qualitätssicherung Religion eingetragen. Hilf mit, die inhaltlichen Mängel dieses Artikels zu beseitigen, und beteilige dich an der Diskussion.

Die Darstellung der tengristischen Drei-Welten-Kosmologie auf einer Schamanentrommel. Der Weltenbaum steht in der Mitte der Welt und verbindet Unterwelt, irdische Welt und Himmel miteinander. Die vom Horizont herabhängenden Striche symbolisieren die Erd-Wassergeister.

Tengrismus ist ein Sammelbegriff für eine alte Religion der Mongolen und Turkvölker in Zentralasien. Sie ist aus dem noch älteren altaischen Schamanismus hervorgegangen.
Seit der Auflösung der Sowjetunion 1990 nahm das Interesse am Tengrismus in intellektuellen Kreisen in Aserbaidschan, Burjatien, Kasachstan, Kirgisistan, Tatarstan, Turkmenistan und Usbekistan zu.

## Überblick
Der Glaube vereint Animismus, klassischen Schamanismus, Ahnenverehrung und eine spezielle Form des Totemismus. Er baut sich vor allem um einen Himmelsgott auf: Tengri. Tngri, Tengri oder Tegri ist die Bezeichnung für die Götter oder höchsten geistigen Wesen im mongolischen Schamanismus. Wie viele dieser Wesen es gibt, wird verschieden interpretiert. Gemäß den alten mongolischen Überlieferungen ist auch Dschingis Khan eine, wenn nicht sogar die Verkörperung des höchsten Tengri.
Das höchste Ziel der Anhänger der Tengris ist, mit „allem, was unter dem Himmel ist“, also mit seiner Umwelt, im Einklang zu leben. Der Mensch steht in der Mitte der Welten und sieht seine Existenz geborgen, zwischen dem „ewigen blauen Himmel“ (Mönkh khökh Tengeri auf Mongolisch), der „Mutter Erde“ (Gazar Eje auf Mongolisch, Yer Ana auf Türkisch), die ihn stützt und ernährt, und einem Herrscher, der als „Sohn des Himmels“ gilt.
Mit einer ausgeglichenen Lebensweise hält der Mensch seine Welt im Gleichgewicht. Er strahlt seine persönliche Kraft aus, sein „Windpferd“. Der Kosmos, die Naturgeister und die Ahnen sorgen dafür, dass es dem Menschen an nichts fehlt und beschützen ihn. Wenn das Gleichgewicht durch eine Katastrophe oder durch den Eingriff böser Geister außer Kontrolle gerät, wird es durch den Eingriff eines Schamanen wiederhergestellt.
Heute ist die Gestalt des Himmelsgottes Tengri vorwiegend bei Mongolen, wo auch der Lamaismus von Bedeutung ist, und einigen noch naturverbunden lebenden Turkvölkern wie  Chakassen, Altaier oder Jakuten erhalten geblieben. Aber auch bei Völkern, die den Tengrismus längst abgelegt haben, existieren Elemente aus dem alten Glauben immer noch in der religiösen Tradition weiter.

## Name und Begriff
Tengri und Tengrismus werden in zahlreichen Varianten geschrieben bzw. transkribiert, was an der Vielzahl der Quellsprachen (mongolische und turkische Sprachen) und Zielsprachen und Transkriptionssystemen liegt. Verbreitet sind:
- Tengri, Tengeri, Tänri, Tengre, Tenger, Tengere, Tangra, Tangar, Tangara, Tenghri, Tanrı, Tangri.
- Tengrismus, Tengerismus, Tänriismus, Tangriismus, Tengrianismus, Tangrismus.

Zunächst wurde das Wort Tengrismus im Rahmen der Beschreibung des klassisch sibirischen Schamanismus' verwendet. Inzwischen wird der Begriff Schamanismus allerdings auch für unterschiedliche Thesen westlicher Autoren zu schamanischen Praktiken anderer Völker verwendet. Daher setzt sich, insbesondere für die traditionelle Religion der alten Türken und Mongolen, seit einigen Jahrzehnten zunehmend die Bezeichnung Tengrismus durch, wo es nicht nur um die Tätigkeit des Schamanen geht. Julie Stewart schreibt dazu: „Dies ist sehr viel zutreffender, da dieser Glaube Tengri und die Geister als Mittelpunkt hat. Tägliche religiöse Praxis braucht den Schamanen nicht. Die Menschen können selber direkt zu den Naturgeistern beten.“

## Geschichte
Die ältesten, schriftlichen Nachweise über die Verehrung des Himmelsgottes Tengri gibt es in chinesischer Literatur, die sich nicht nur mit den Chinesen selbst, sondern auch mit den benachbarten und verfeindeten Völkern beschäftigt. Daraus ist zu entnehmen, dass die Xiongnu schon im 4. Jahrhundert v. Chr. Tengri verehrten.

„Tengri: Himmel (- sgott). Der älteste Beleg für dieses Wort findet sich in den chinesischen Annalen bezüglich der Xiongnu in der Form tcheng-li, was zweifellos die chinesische Transkription des zweisilbigen Wortes tängri ist. Später geben die Chinesen in der Form teng-ning-li (oder teng-yi-li), ein dreisilbiges Wort für tengri an: Der Ausfall des mittleren i ist normal, aber während das dreisilbige Wort später im Gök-Türkischen belegt ist (manchmal auch Tengeri), ist es in den frühesten Texten unbekannt. Keine Etymologie ist bisher allgemein anerkannt: Man hat das sumerische dingir, das chinesische T`ien und den gök-türkischen teng- vorgeschlagen, was relativ befriedigend erscheint […] Tengri hat alle Kennzeichen eines Nationalgottes. Die Gök-Türken wohnen im Zentrum der Welt, direkt unter dem Himmel, der sie also besonders beschützt. Die Texte aus den Inschriften sagen deutlich, dass er der Gott der Türken ist (Türük Tängrisi), nicht der fremder Völker. Er trägt manchmal den Titel Khan (Kaiser). Er beschützt besonders sein Volk. Im Verein mit anderen Mächten befiehlt er, ‚dass das gök-türkische Volk nicht zunichte werde, dass es wieder ein Volk werde‘.“

Die Xiongnu glaubten, dass das Blut ihrer Herrscher vom Gott Tengri geadelt ist. Nach der Hsiung-Nu-Legende der Wölfin Asena gilt diese als Ahnin. In einer anderen Legende vereinigt sich Tengri persönlich in Gestalt eines Wolfes mit der Tochter eines Tue’kue Herrschers. Die Herrscher der Türken führten ihre Abstammung auch nach über tausend Jahre später noch auf dieses Asena-Adelsgeschlecht zurück und wurden daher von ihren Untertanen als lebende Gottheiten verehrt.

### Göktürken

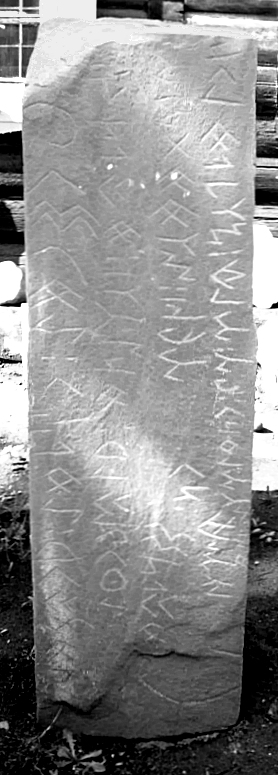
Eine der Steintafeln mit alttürkischen Inschriften aus Zentralasien

Die Göktürken waren die erste türkische Horde, die der Nachwelt zahlreiche schriftliche Nachweise hinterließen, die wertvolle Hinweise über ihre Kultur, Glauben und Politik enthalten. Aus den in Orchon-Runen geschriebenen Kül-Tegin-Stelen aus dem 7. Jahrhundert geht das folgende tengristische Glaubensbekenntnis hervor:

„üzä kök täŋri asra yagız yer kılıntukta ekin ara kişi oglı kılınmış.“

„Als oben der blaue Himmel und unten die braune Erde ins Dasein trat, wurde durch diese (dazwischen) das Menschengeschlecht gezeugt.“

Die Herrschertitel der Göktürken enthielten den Hinweis auf ihre göttliche Verbindung zum Himmel, wie etwa kök tengri yaratmış, „von Tengri erschaffen“. In den Inschriften des Bilge Khan (reg. 716–734) heißt es:

„Im Auftrag des Himmels ist der türkische Herrscher eingesetzt, um die Welt zu regieren.“

Ein Zusatz in seinem Titel lautete:

„tänri täg täŋri yaratmış türk bilge kagan“

„Der Himmelsähnliche, vom Himmel (mit dem Volk) zusammengestellte adlige (türk) Bilge Khan. (eigentlich: Von Tengri geschaffen nach seinem Bilde - Türk Bilge Kağan)“

Im Reich der Göktürken erlebte der Tengrismus eine Blütezeit, obwohl der zunehmende Einfluss fremder Religionen in jenem Vielvölkerstaat groß gewesen sein muss. In einer der Überlieferungen wird der große Khan von seinem Berater vor der zunehmenden Verbreitung des Buddhismus gewarnt; der Buddhismus würde die Türken zu unproduktiven und gleichgültigen Pazifisten werden lassen. Aber abgesehen davon war der Tengrismus anderen Religionen gegenüber sehr tolerant eingestellt. In einer Überlieferung über einen Kiptschaken-Khan heißt es, er hätte vor der Schlacht alle geistlichen Führer aus seiner Horde unterschiedlichster Glaubensrichtungen zu einem gemeinsamen Gottesdienst zusammengeführt und gesagt: „Je mehr Götter auf unserer Seite sind, umso besser ist es für uns!“

### Mongolen

Dschingis Khan. Er begann seine Reden immer mit den Worten: „Auf Wunsch des ewigen blauen Himmels …“

Dschingis Khan war anderen Religionen gegenüber offen. Er suchte in Friedenszeiten regelmäßig die Ruhe abgeschieden gelegener buddhistischer Klöster auf, um mit Meditation zu sich zu finden und um sich von seinen Schlachten zu erholen. Er vereinte viele Stämme Zentralasiens zu einer mächtigen Horde und erschuf eines der größten Reiche in der Geschichte der Menschheit. Er begann seine Reden immer mit den Worten: „Auf Wunsch des ewigen blauen Himmels …“ In der Goldenen Horde erlebte der Tengrismus eine weitere Blütezeit.
Nachdem Kubilai Khan China erobert hatte, wuchs sein Interesse an den dort beheimateten Religionen. Er ahmte die chinesische Lehre des einen Himmels Tian Ming, die der Lehre von Tengri verwandt ist, nach. Er war von der hohen Bildung uigurischer Buddha-Mönche begeistert und beauftragte eine Gruppe uigurischer Mönche damit, die Lehren Buddhas auch unter den Mongolen zu verbreiten und schickte sie nach Karakorum, wo sie ein buddhistisches Kloster errichteten. Dem Buddhismus gelang es allerdings bis heute nicht, den Tengrismus in der Mongolei zu verdrängen, er wurde lediglich in diesen integriert. Diese Verbindung zeigt sich heute etwa dort, wo eine Buddha-Statue gemeinsam mit einem Bild Dschingis Khans und dem Totem an den heiligen Platz auf dem Altar des Nomadenzeltes gestellt wird.

### Tengri in Europa
Der Tengrismus wurde durch die Eroberungszüge der kriegerischen Hunnen, Awaren, (Proto-)Bulgaren, Kumanen, Magyaren und später auch durch die Goldene Horde Dschingis Khans auch bis nach Europa getragen.
Der Glaube war so eng mit dem Nomadenleben verknüpft, dass die Sesshaftwerdung der tengristischen Völker immer mit dem Wechsel ihres Glaubens verbunden war. Solange die Menschen als Nomaden lebten, blieben sie lange tengristisch. In Ost- und Mitteleuropa sollen bis ins späte Mittelalter noch umherziehende Nomadenstämme anzutreffen gewesen sein, die Tengri verehrten.
Die Protobulgaren nannten den Himmelsgott Tangra und benannten einen großen Berg in Bulgarien nach ihm, dessen Name erst im 15. Jahrhundert durch die Osmanen in Musala, Mashallah: „Gottes Lob“, umgeändert wurde. Sie hinterließen aber auch weitere Spuren, wie etwa Felsen, die eine Runeninschrift mit dem Gottesnamen Tangra tragen, oder das Relief mit der Abbildung der Fruchtbarkeitsgöttin Umay auf dem höchstgelegenen Felsen von Perperikon.
864 erklärte Zar Boris Michael Khan das Christentum zur offiziellen Staatsreligion. Damit wurde der Tengrismus in Bulgarien im 9. Jahrhundert aufgegeben.
Die nach Europa gewanderten Tengristen verloren mit der Sesshaftwerdung im Laufe der Zeit ihre Identität und gingen überwiegend in slawischen, germanischen und romanischen Völkern auf.

### Übrige Turkvölker

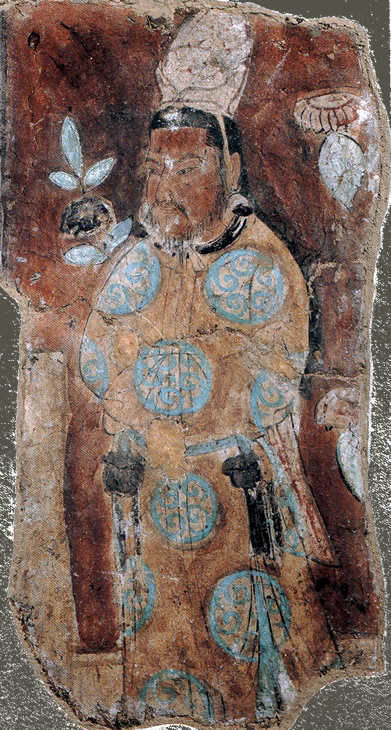
Uigurenfürst, Wand-/Höhlenmalerei in Bezeklik bei Turfan, 8./9. Jh.

Schon vor dem 10. Jahrhundert gab es kleinere Horden und Stämme, die mit Arabern und Persern in Kontakt gekommen waren und zum Islam übertraten. 920 traten als erstes größeres Turkvolk die Karachaniden unter ihrem Herrscher Saltuq Bughra Qara-Khan ’Abd al-Karim (reg. 920–956) geschlossen zum Islam über. Danach breitete sich der Islam unter den Turkvölkern im Südwesten Zentralasiens immer schneller aus.
Einige Turkvölker waren vor ihrer Islamisierung nestorianische Christen gewesen. Persische Überlieferungen aus dem Jahr 581 berichten von türkischen Gefangenen, die eine Kreuz-Tätowierung im Gesicht getragen haben sollen.
762 erklärte Bögü Khan im Reich der Uiguren den Manichäismus zur Staatsreligion. Da die Prinzipien des Manichäismus nicht mit denen des Tengrismus übereinstimmten, ist es nur schwer vorstellbar, dass die gesamte Bevölkerung der neuen Religion folgte. Nachdem die Uiguren mehrheitlich den Buddhismus als Religion angenommen hatten, gründeten sie auf dieser Grundlage die erste sesshafte türkische Zivilisation. Sie wurden zu Vorreitern des Buddhismus, übersetzten sanskritische und chinesische Texte ins Türkische und waren missionarisch tätig. Sie gründeten das erste buddhistische Kloster für Frauen. Nach einem Angriff der Kirgisen wurden sie zwischenzeitlich wieder in eine nomadische Lebensweise zurückgeworfen. Die heutigen Uiguren sind überwiegend muslimisch.
Ab dem 16. Jahrhundert wurden immer mehr Turkvölker Sibiriens durch die Russen christianisiert und slawisiert. Das Vertrauen in den Dorfschamanen ist allerdings auch heute noch zuweilen größer als etwa in den Arzt oder den Priester eines Dorfes. Der Tengrismus wie der Lamaismus blieben bei den Mongolen und bei einigen kleinen noch naturverbunden lebenden Turkvölkern Sibiriens erhalten.
Die Völker in Asien, bei denen der Tengrismus bis heute erhalten geblieben ist, sind ausschließlich Nomaden. Bei manchen islamischen Turkvölkern wie Kirgisen oder Turkmenen, bei denen ein Teil der Bevölkerung bis heute nomadisch lebt, praktizieren Schamanen, die ihre Rituale mit islamischen Gebeten kombinieren.
In den letzten Jahrhunderten wurden einige Versuche unternommen, den Tengrismus neu zu strukturieren. Einer dieser Versuche in der Altai-Region wird heute in der westlichen Literatur als Burchanismus bezeichnet. Der Burchanismus war anti-schamanistisch und vor allem anti-russisch. Die Schamanen hatten im Laufe der Jahrhunderte immer mehr Elemente aus fremden Religionen in ihre Praktiken aufgenommen und den Tengrismus verfremdet. Der Burchanismus rief dazu auf, die Schamanen zu verfolgen und auch alles Russische zu boykottieren. Schamanenkutten und -trommeln wurden ebenso wie russische Banknoten verbrannt. Diese Bewegung dauerte etwa von 1904 bis 1930 an und wurde durch die Sowjetunion gewaltsam beendet.

## Tengri
- Tengri alttürk.: Gott (früher auch ein Synonym für „Himmel“ neben kök > gök „Himmel; blau“; Tengir auf r-Altai bedeutet „Meer“, auf z-Altai tengiz > deniz. Das ist keine Bezeichnung für „blau“ im Alttürkischen).
- Tanrı türk.: Gott.
- Tenger mongol.: Himmel.
- Tenger Etseg/Tenger Burhan: der Name des Himmelsgottes bei den Mongolen.
- Tenger ung.: Meer (möglicher Zusammenhang: „blauer Himmel, blaues Meer“ oder siehe auch Zitat im nächsten Absatz, bzgl.imposanter Naturerscheinung)

„Diese Ungläubigen nennen den Himmel Tengri und beten zu ihm. Sie bezeichnen aber auch andere Dinge, die ihnen in der Natur als imposant erscheinen, wie große Berge oder prächtige Bäume, als Tengri und gehen auch vor diesen Dingen zum Gebet in die Knie. Möge Allah ihren Seelen gnädig sein.“

Tengri wird als eine nicht personifizierte, männliche Gottheit oder als der große Geist des Himmels interpretiert. Im Tengrismus wird alles in der Natur Befindliche als von einem Geist bewohnt geglaubt. Tengri gilt als der mächtigste von allen. Er gilt als der Erschaffer und Hüter des kosmischen Gleichgewichts und der natürlichen Kreisläufe. Im Gegensatz zu anderen heiligen Gestalten, die von den Schamanen und in den Mythologien der tengristischen Völker sehr menschlich dargestellt beschrieben werden, gibt es keine Beschreibung oder Personifizierung von Tengri, obwohl er als der Vater von großen Herrschern und vielen anderen übernatürlichen Mächten gilt. Er wird immer als zeitloser und endloser, blauer Himmel erwähnt.
Da Tengri aber auch Himmel bedeutet, findet man dieses Wort auch in den Namen mancher anderer Objekte in der Natur, von denen die Menschen glaubten, dass diese von einem Himmelsgeist beseelt sind: Himmels-Berg, Himmels-Baum, Himmels-Felsen, Himmels-Wolf. Die Geister wurden in Himmels- und Erd-Wassergeister eingeteilt. Aber der eigentliche Tengri war stets im Himmel selbst.

### Verehrung Tengris
Jedes Ritual begann mit der Ehrwürdigung von Tengri, der Mutter-Erde Yer und der Ahnen. Tengri wurde auch im Alltag der Menschen ständig erwähnt und gewürdigt. Wenn ein besonderes Getränk getrunken werden sollte, goss man zuerst einen Teil davon in eine Schüssel und überreichte es dem Vater-Himmel, der Mutter-Erde und den Ahnen. Außerdem opferten Frauen regelmäßig Milch oder Tee, indem sie mit dem Getränk um das Zelt gingen und es dabei dreimal in alle vier Himmelsrichtungen verteilten. Der Einfluss Tengris auf das Schicksal wurde als „Lob des Himmels“ bezeichnet und in alltäglichen Gesprächen ständig erwähnt.
Es gab regelmäßige Opferungen an die Berggeister und andere religiöse Feiern, bei denen vor allem Tengri angebetet wurde. Es gab auch ein Opferungsritual für schnelle Hilfe in dringender Not, bei dem für Tengri ein Tier geopfert wurde. Regengebete waren ebenfalls direkt an Tengri gerichtet. Sie wurden an bestimmten heiligen Orten ausgeführt, die bei den Mongolen als Oboo und bei den Türken als Oba bezeichnet wurden. Mit den mächtigen Berggeistern Kontakt aufzunehmen und das außer Kontrolle geratene Gleichgewicht wiederherzustellen, war nur Schamanen gestattet, aber Tengri durfte jeder Mensch jederzeit selbstständig um Hilfe bitten.

### Blitze
Blitz und Donner wurden als ein Zeichen seiner Unzufriedenheit gedeutet. Manchmal wurden Blitze aber auch als Hinweis auf einen besonders spirituell starken Punkt in der Natur angesehen. An diesem Punkt vollzogen Schamanen ein Ritual, den Yohor-Tanz, um die dort entladene Energie wieder zurück ins himmlische Reich zu schicken. Man glaubte, dass vom Blitz oder von Meteoren getroffene Gegenstände mit himmlischer Energie beladen wurden. Man glaubte auch, dass Blitze, die man auch als „Haar des Himmels“ bezeichnete, auch Getränke wie zum Beispiel Kumys mit göttlicher Energie anreicherten, die man dann in dem Glauben trank, die göttliche Energie würde damit auf den Menschen übergehen. Manche Meteoriten oder von einem Blitz getroffene Steine wurden für das Regenzauber-Ritual verwendet.

### Yer (Mutter-Erde)

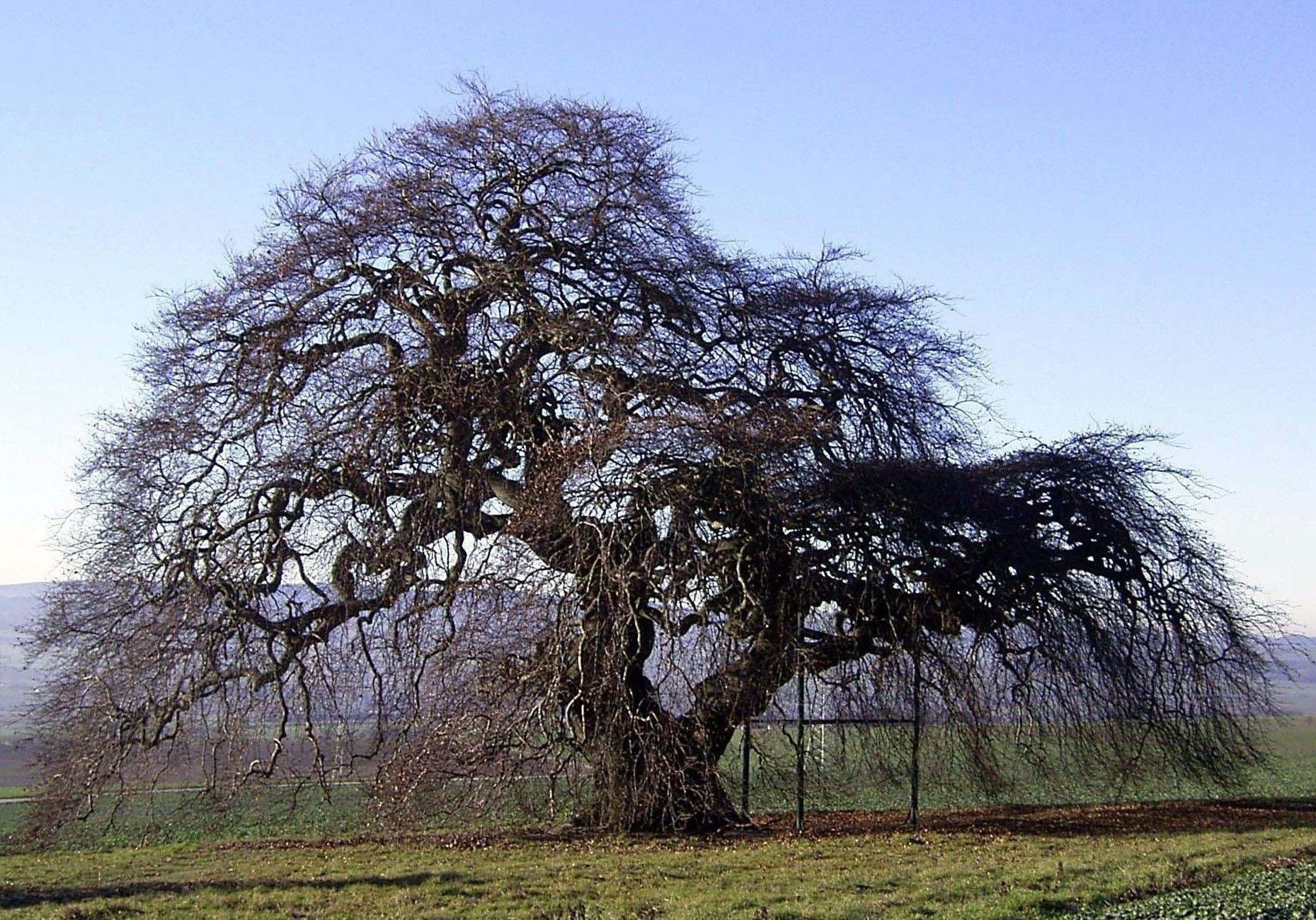
Prächtige Bäume, die gesund gedeihen, gelten als Beleg für die Zufriedenheit von Mutter-Erde mit den Menschen. Gebete an Mutter-Erde wurden an gesunde, große Bäume gerichtet.

Genau wie Tengri wurde auch Mutter-Erde (Yer, Gazar Eej oder Eje) nicht als menschenähnlich dargestellt. Sie war lediglich die fruchtbare Erde, an deren Brust sich die Menschen geborgen fühlten und die sie ernährte. Sie wurde auch Itügen genannt. Schamaninnen bekamen oft einen Namen, der sich von Itügen ableitete: Jadgan, Utgan, Udagan. Ihre Tochter Umay (tungusisch für Erde, auch Tenger Ninnian genannt) war die Göttin der Schwangeren und Hüterin der Seelen der Ungeborenen im Weltenbaum.
Der Zustand der Bäume spiegelt die Stimmung der Mutter-Erde wider. Wenn ein Gebet oder Ritual an sie gerichtet ist, wird das in Richtung eines besonders prächtigen Baumes vollzogen.
Eine weitere Tochter von Mutter-Erde und Tengri war Golomto, der Geist des Feuers. Feuer wird als Symbol für die Kraft der Erde und des Himmels verstanden. Golomtos Licht symbolisiert das Licht des Himmels, und die Wärme, die sie spendet, symbolisiert die von Mutter-Erde ausgehende Geborgenheit. Genau wie die Bäume erhalten auch die Menschen Energie von Himmel und Erde.

### Verehrung von Himmelskörpern
Sonne und Mond verkörpern die Gegensätze Feuer und Wasser sowie die Kraft Tengris. Obwohl Zeit und Ort im Tengrismus keine große Rolle spielen, da die Zeit als ein endloser Kreislauf geglaubt wird und die Mitte des Universums jederzeit überall sein kann, spielen Himmelskörper dennoch wichtige Rollen im Tengrismus. Der Buyan, den man durch Anbetung des Himmels und der Sonne erhalten kann, ändert sich von Zeit zu Zeit. Bei Neu- oder Vollmond kann man das meiste Buyan erhalten. Der längste Tag des Jahres und die Tage, an denen Hell und Dunkel gleich lang dauern (Sonnenwenden), bestimmen die wichtigsten Feiertage. Das Jahr beginnt mit dem weißen Mondfest (beim nächsten Neumond nach dem 21. Dezember). Das rote Sonnen-Fest findet am auf den 21. Juni folgenden Vollmond statt.
Der Himmelskörper Venus wird türkisch ärklik, mongolisch Tsolman genannt. Sie war oft auf den Trommeln der Schamanen abgebildet. Es wurde geglaubt, dass ärklik han die Meteore und Sternschnuppen schickt, die Feuerpfeile genannt wurden. Das Sternbild Großer Bär wird Doolon Obdog (türk. Büyük Ayı) genannt, der Mann mit den sieben Tränen (türk. Yedi Kardeşler, Sieben Brüder).
Es wurde geglaubt, dass der Himmel am Polarstern befestigt ist, und dass sich der Himmel um diesen Stern dreht. Die Plejaden (alttürk.Ülker) wurden als der Wohnort von sehr mächtigen Himmelsgeistern angesehen. Diese Geister hatten sich einst versammelt, um den ersten Schamanen in Gestalt eines Adlers auf die Erde zu schicken.
Beim weißen Mondfest werden 14 Weihrauchstäbchen angezündet, davon sieben für den Mann mit den sieben Tränen (Großer Bär) und sieben für die Plejaden.

## Drei-Welten-Kosmologie
Wie in vielen anderen Religionen gibt es auch in der Kosmogonie des Tengrismus neben der realen irdischen Welt eine Oberwelt (Himmelsreich) und eine Unterwelt, die durch einen „Nabel der Welt“ (Weltachse) miteinander verbunden sind. Im Tengrismus ist dieser Nabel der so genannte „Weltenbaum“.
Oberwelt und Unterwelt haben mehrere Ebenen (die Unterwelt bis zu 9, der Himmel bis zu 17). Schamanen kennen mehrere Eingänge in diese Welten. In diesen Ebenen (Parallelwelten) leben überirdische Wesen, die ein ähnliches Leben führen wie die irdischen Wesen auf der Erde. Auch sie haben ihre eigenen Naturgeister. Wenn sie auf die Erde kommen, sind sie für die Menschen unsichtbar.
Die Welt ist aus der Perspektive eines Tengristen nicht einfach nur dreidimensional, sondern ein geschlossener Kreislauf, in dem sich alles bewegt: Sonne, die immer wiederkehrenden Jahreszeiten und die drei Seelen aller Lebewesen. Der Schamane ist der Mittler zwischen den Welten. Er kann durch das Erklimmen des „Weltenbaumes“ oder durch Fliegen in die Ebenen der Oberwelt gelangen, oder in den „Fluss der Seelen“ eintauchen und darin mit der Strömung bis zum Eingang der Unterwelt schwimmen, der im Norden liegt.

### Unterwelt
Die Unterwelt Tamag ähnelt der irdischen Welt, ihre Bewohner haben im Gegensatz zu den irdischen Wesen aber keine drei Seelen, sondern nur eine. Ihnen fehlt die Ami-Seele, die für Körperwärme sorgt und eine Atmung erforderlich macht. Sie sind sehr blass und ihr Blut ist sehr dunkel. Unter ihnen sind Sonnenseelen mancher Menschen, die auf ihre Reinkarnation warten. Sonne und Mond sind in der Unterwelt sehr viel dunkler. Auch dort gibt es Wälder, Flüsse und Siedlungsgebiete. Die Wesen der Unterwelt haben ihre eigenen Schamanen.
Die Unterwelt ist das Reich des Erlik Khan (mongol. Erleg Han). Er ist der Sohn des Himmelsgottes Tengri. Die Reinkarnation der in der Unterwelt hausenden Seelen steht unter seiner Kontrolle. Wenn die Seele eines irdischen Wesens vor seinem Tod in die Unterwelt abrutscht, was sich meist durch Bewusstlosigkeit oder schwere Krankheit äußern würde, könne ein Schamane sie durch das Verhandeln mit Erlik Khan wieder zurückholen. Schafft er es nicht, stirbt der kranke Mensch.

### Oberwelt
Die Oberwelt (Himmelsreich) hat ebenfalls Ähnlichkeit mit der irdischen Welt. In dieser Welt ist es sehr viel heller als auf der Erde; nach einer Sage hat sie sieben Sonnen. Sie kann durch irdische Schamanen besucht werden. Hier ist die Natur noch unberührt, und ihre Bewohner sind von der Tradition ihrer Ahnen nie abgewichen. Dies ist das Reich von Ülgen, der ebenfalls als ein Sohn des Himmelsgottes gilt. An manchen Tagen geht der Eingang zum Himmelsreich einen Spalt auf, dann strahlt das Licht der Oberwelt durch die Wolken. In solchen Momenten sind die Gebete des Schamanen besonders wirksam.
Der Schamane kann in Gestalt oder auf dem Rücken eines Vogels, auf dem Rücken eines Pferdes oder Hirsches, durch das Erklimmen des Weltenbaumes oder eines Regenbogens in die Oberwelt gelangen.

## Bedeutung des Nomadenzeltes und der Himmelsrichtungen

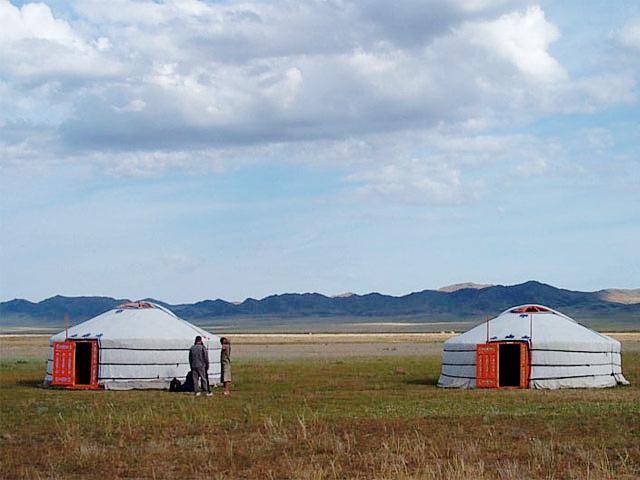
Die Jurten einer Nomadenfamilie

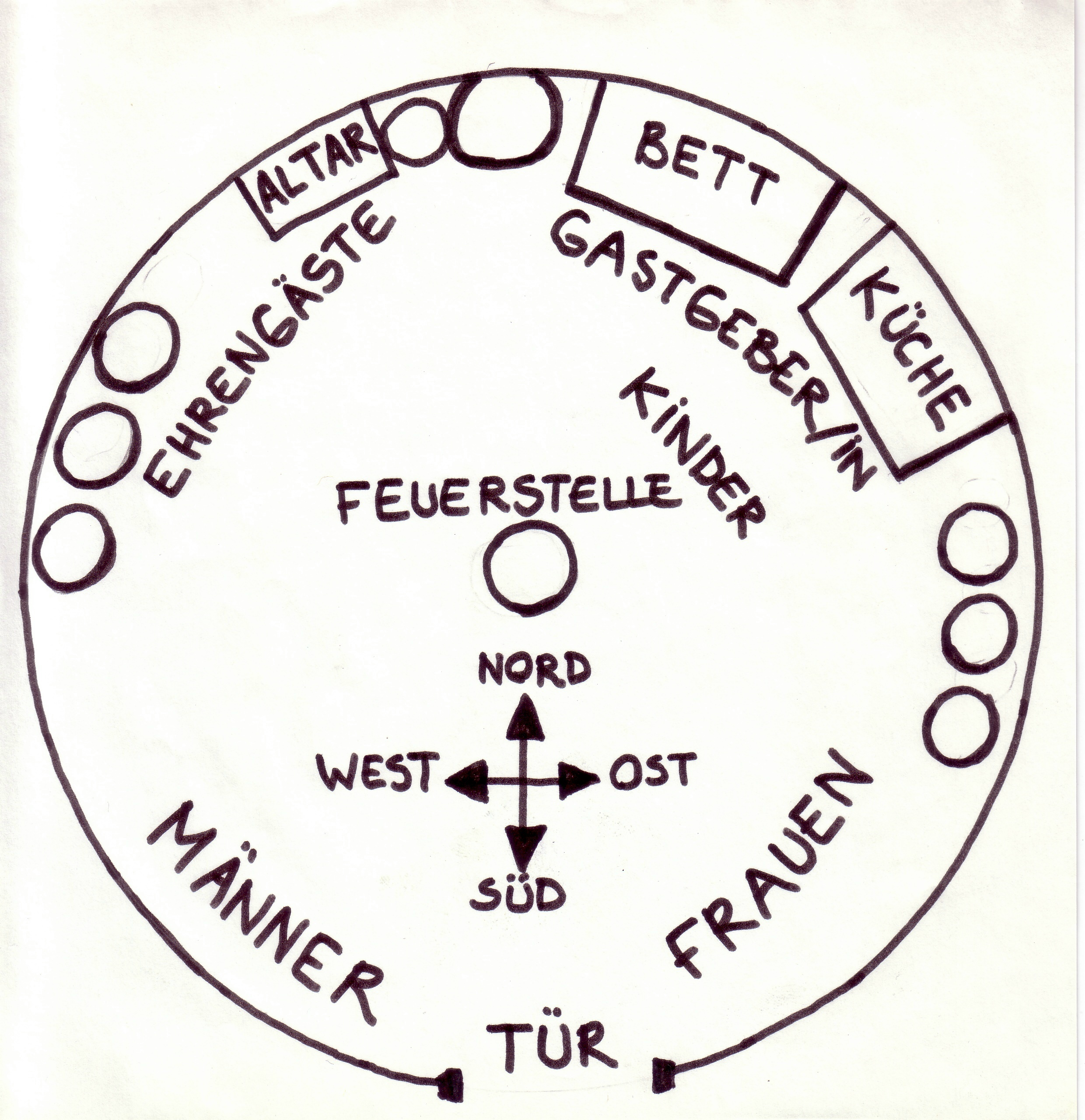
Die Sitzordnung in einer Jurte

### Himmelsrichtungen
Der Tengrismus kannte zunächst die Himmelsrichtungen Vorne, Hinten, Links und Rechts. „Vorne“ war Osten, doch aus unbekannten Gründen ist daraus die Bezeichnung für Süden geworden. Heute ist der Norden „Hinten“. Man glaubte, dass im Osten die bösen, weiblichen Geister hausten, die Krankheiten und Unausgeglichenheit brachten, und im Westen die guten männlichen Himmelsgeister.

### Mikrokosmos Jurte
Das Nomadenzelt (mongolisch Ger, türkisch Yurt/Jurte = „Heim“) ist ein Mikrokosmos. Die kuppelförmige Decke symbolisiert den Himmel. Der Eingang der Jurte gilt als „vorne“ und ist daher stets Richtung Süden ausgerichtet. Die Stelle hinter der Feuerstelle wird Hoimar genannt, dies ist die Nordseite („hinten“). Hier wird ein Tisch hingestellt, auf der das Totem (türk.: Ongun, mong,: Ongon) aufgestellt wird und Opfergaben für die Geister abgelegt werden. Der Sitzplatz daneben gilt als der bedeutendste Sitzplatz im Zelt. Hier nehmen Stammesälteste, Schamanen und andere ehrwürdige Gäste Platz.
- Rechts (Westen) ist die männliche Seite des Zeltes, hier nehmen nur Männer Platz. Waffen und andere männliche Gebrauchsgegenstände werden ebenfalls nur hier aufbewahrt.

- Links (Osten) ist die weibliche Seite. Hier nehmen Frauen Platz, auch weibliche Gebrauchsgegenstände wie Küchengeräte oder Kinderbetten befinden sich hier. Jugendliche halten sich in der Nähe der weiblichen Seite auf. Im zwanzigsten Jahrhundert scheint die Ausrichtung zwischen Osten und Westen aber an Bedeutung verloren zu haben. Heute sind viele Jurten spiegelverkehrt eingerichtet.

- Im Zentrum der Jurte befindet sich die Feuerstelle, der heiligste Punkt. Dies ist der Platz von Golomto. der Tochter Tengris. Man muss ihr Respekt erweisen. Gal Golomto, die Feuerstelle Golomtos, ist das Zentrum des Mikrokosmos. Die von der Feuerstelle aufsteigende Rauchsäule symbolisiert den Weltenbaum, die Rauchöffnung an der Decke den Eingang ins himmlische Reich. Die Traumreise der Schamanen beginnt meist durch diese Rauchöffnung.

Der kleine, runde Sonnenfleck, der durch die Rauchöffnung auf den Boden der Jurte fällt, bewegt sich auf der Nordhalbkugel der Erde im Uhrzeigersinn. An ihm kann man die Uhrzeit ablesen. Auch die Bewohner der Jurte bewegen sich nur im Uhrzeigersinn durch die Jurte, um das Gleichgewicht nicht zu stören. Die Schamanen richten sich bei ihren Bewegungen während eines Rituals nach der Uhrzeigerrichtung.

## Übernatürliche Mächte
Dadurch, dass große Herrscher aufgrund der Ahnenverehrung nach ihrem Tod den Status eines Gottes erreichen, existieren von Stamm zu Stamm zusätzliche unterschiedliche heilige Ahnen, die angebetet werden. Angesichts der Vielfalt ist es unmöglich, eine vollständige Liste heiliger Gestalten und Geister des Tengrismus zusammenzutragen. Einige werden zu einem hohen Himmelsgeist, der in der höchsten Ebene der Oberwelt wohnt, wie etwa der von den Altaiern verehrte Kaira Khan (auch Kara Han). Manche Historiker vermuten in dieser Figur Oğus Khans Vater, den siegreichen und mächtigen Kara Khan.

### Die bekanntesten heiligen Gottheiten
Die wichtigsten, neben Tengri selbst, sind:
- Ülgen (bei Altaiern auch Adakutay. bei Jakuten Ak Toyun): Sohn Tengris. Herrscher des Himmelsreiches (Paradies).
- Erlik Khan (Unterwelt: Yerlik oder Erlik): Herr der Unterwelt. Er haust in der siebenten Ebene der Unterwelt in einem Schloss aus grünem Eisen. Er hat sich in der Unterwelt eine Sonne erschaffen, die dunkelrot leuchtet. Er sitzt auf einem Thron aus Silber. Ihm stehen neun gesattelte Stiere zur Verfügung. In einer Legende, die bei dem Turkvolk der Dolganen heute noch erzählt wird, soll Erlik Khan die Mammuts von der irdischen Welt in die Unterwelt geholt haben. Sie seien dazu verdammt, ein Dasein in stinkender, heißer Finsternis zu führen und dem Erlik Khan bis in alle Ewigkeit zu dienen. Wenn ein Mammut versucht, auf die Erdoberfläche zu gelangen, soll es sofort zu Eis gefrieren. Mit dieser Legende erklärten sich die Dolganen ihre gelegentlichen Funde von tiefgefrorenen, halb aus dem Dauerfrostboden der Tundra ragenden Mammuts.[12]
- Umay (auch Iduk Umay oder Tenger Ninnian): Tochter Tengris. Ihr Name bezeichnet im Türkischen die Plazenta. Sie ist die Beschützerin der Schwangeren und Hüterin der im Weltenbaum befindlichen ungeborenen Seelen. Wenn ein Kind geboren werden soll, bringt Umay einen Tropfen Milch aus dem in der dritten Ebene des Himmels befindlichem Milchsee und erweckt damit das neue Leben im Kind. Umay wird manchmal auch als der Name für die Mutter-Erde selbst verwendet.
- Golomto: Tochter Tengris. Herrin des Feuers.
- Kayra Han: Personifizierter Schöpfergott. Existierte vor dem Universum, während Ülgen mit dem Universum co-existiert. Gilt als Verkörperung des Guten.

### Gottheiten der sibirischen Turkvölker
Die sibirischen Turkvölker kannten folgende Götter:
- Ayzit: Liebes- und Schönheitsgöttin. Sie haust in der dritten Ebene des Himmels. In den wirren Gebeten und Gesängen der Schamanen wird ihre blendende Schönheit beschrieben.
- Gün Ana: Sonnengöttin. Sie haust gemeinsam mit der Sonne in der höchsten, der siebensten Ebene. Sie wird als die erste Großmutter der Menschen verehrt.
- Ay Ata (auch Ay Dede): Gott des Mondes. Sitzt in der sechsten Ebene des Himmels. Er wird als der erste Großvater der Menschen verehrt.
- Aykız: Mondgöttin. Sie haust gemeinsam mit dem Mond auf der fünften Ebene des Himmels.
- Alasbatir: Schutzpatron der Haustiere.
- Ancasin: Herr der Blitze.
- Su Iyesi: Herrin des Wassers.
- Tasch Gaschit: Gott des Schicksals.
- Andarkan: Herr des Feuers. Eine Göttin der Pflanzen, bei den alten Kirgisen trug denselben Namen.
- Satilay: Eine böse Göttin die Unausgeglichenheit, Verwirrtheit und geistige Krankheiten bringt. Sie lockt verzweifelte Menschen in den Freitod.
- Kysch Khan: Herr des Winters (türk. kış, Winter).
- Arah, Toyer, Tarila, Sabiray: Göttliche Richter der Unterwelt, die über sündige Menschen richten.
- Gölpön Ata: Schutzpatron der Schafe.
- Erdenay: Götterbote; Er überbringt Nachrichten über gute Taten der Götter an die Menschen.
- Qambar Ata: Beschützer der Pferde.

### Geister
Im Tengrismus herrscht die animistische Vorstellung, dass alles in der Natur Befindliche von einem Geist (İye) beseelt ist. Diese haben je nach Sprache oder Dialekt unterschiedliche Namen.
Es gibt zwei große Kategorien von Geistern: Die Himmelsgeister (Tengris/ engers) und die Erd-Wassergeister (türk. İye /Yer su / mongol. Gazriin Ezen). Laut Rafael Bezertinov gibt es bei den Türken 17 Tengris und bei den Mongolen 99 Tengers, die 77 Erd-Wassergeistern gegenüberstehen. Die Himmelsgeister sind mit dem Himmel verbunden und die Erd-Wassergeister mit der Mutter-Erde. Einige sind so mächtig, dass sie nicht durch einen Schamanen kontrolliert werden können, andere sind dagegen leicht zu kontrollieren. Ein Geist darf nur gestört und kontrolliert werden, um das Gleichgewicht wiederherzustellen, niemals aus reiner Neugier oder wegen belangloser Dinge.
Die mächtigsten Geister sind die Tengers, die an den vier Enden der vier Himmelsrichtungen existieren. Es heißt, dass die West-Tenger die Menschen, die Hunde und die essbaren Tiere erschaffen haben. Die Ost-Tenger sollen die Adler, die Tiere, die man nicht essen darf, und die Geister, die Krankheiten bringen, erschaffen haben. Da das Gleichgewicht immer schwankt, dürfen die Ost-Tengers nicht immer als böse und die West-Tenger nicht immer als gut angesehen werden.
- Der wichtigste Ost-Tenger ist Erlik Khan, der Herr der Unterwelt, Bruder von Ülgen.
- Usan Han, der Herr der Wassergeister, wird aus dem Süden gerufen.
- Tatay Tenger wird aus dem Norden gerufen. Er ist der Herr der Stürme, Blitze und Tornados.

Die Tengers können während eines Schamanenrituals um Hilfe gebeten werden. Die Seelen der Menschen, die ein vorbildliches Leben gelebt haben, gelangen gänzlich in den Himmel. Sie hausen dann in den Wolken und sorgen für den Regen. Es existieren außerdem noch die folgenden Geister:
- Yer su (Gazrin Ezen, Ayy) sind Geister, die einen bestimmten Berg, See, Fluss, Felsen, Baum, Dorf, Gebäude oder sogar ein ganzes Reich beherrschen. In einer alten türkischen Legende vertreiben die Yer Su einen ganzen Stamm aus ihrer Heimat, weil sie diese durch einen Fehler gekränkt haben.
- Tschotgors sind unter anderem für physische und psychische Krankheiten und für Verwirrtheit mancher Menschen verantwortlich. Manche Tschotgors sind die Suns-Seelen mancher Menschen, die den Weg in die Unterwelt nicht gefunden haben. In diesem Fall müssen sie von einem Schamanen auf ihren Weg gebracht werden. Andere böse Geister stehen außerhalb des Reinkarnations-Kreislaufes und leben ewig in der Natur. Sie können sich in einen guten Helfer-Geist verwandeln, nachdem sie von einem Schamanen kontrolliert wurden.
- Ozoors, Ongons und Burchans sind meist gute Geister, aber können von Zeit zu Zeit auch Probleme bereiten. Ozoors und Ongons sind die Sud-Seelen mancher Ahnen, die eine Phase lang in der Natur leben. Diese sind dem Schamanen während eines Rituals die wichtigsten Helfer.
- Körmös oder Utha werden Geister genannt, die einen Schamanen als zusätzliche Seele begleiten und ihn führen. Es sind ehemalige Seelen toter Schamanen. Die Körmös tragen das Wissen mehrerer Schamanen-Generationen bei sich. Es gibt sowohl gute als auch böse Körmös. Sie geleiten unter anderem auch die Seelen Verstorbener zu ihrem Bestimmungsort.
- Burchans sind sehr mächtig. Wenn sie eine Krankheit ausgelöst haben, kann man sie darum bitten, den Kranken in Ruhe zu lassen. Nur Schamanen, die einen sehr starken Geist als Helfer haben, können einen Burchan kontrollieren. Danach verwandelt sich der Burchan in einen weniger starken Ongon.[6]

### Einige mächtige Geister der Altaier
- Altay Khan: Ein mächtiger Geist. Er haust auf dem Gipfel eines Berges.
- Buncak Toyun: Bewacht gemeinsam mit Buzul Toyun den Weg, der im Himmel zum Schloss des großen Kaira Khan führt.
- Demir Khan: Ein mächtiger Berggeist.
- Talay Khan: Mächtiger Geist der Meere oder des Ozeans
- Okto Khan: Mächtiger Yer Su Berggeist.

## Heilige Berge, Seen und Bäume

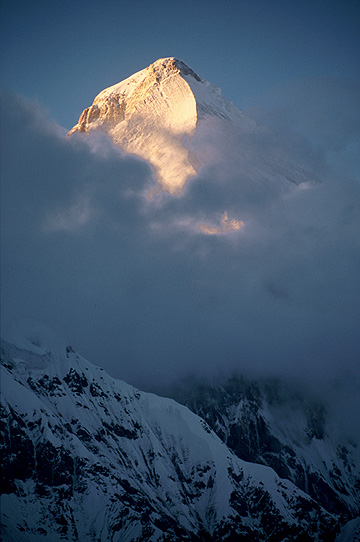
Der Khan Tengri bei Sonnenuntergang

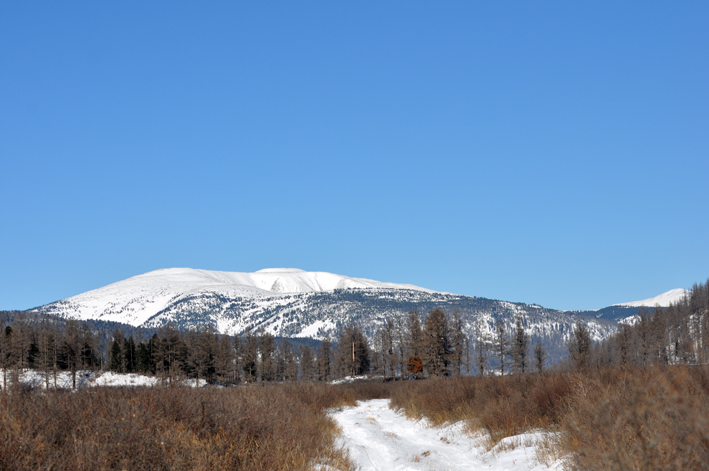
Heiliger Berg Burchan Chaldun und die umliegende heilige Landschaft, Mongolei

Anhänger des Tengrismus haben großen Respekt vor der Natur, vor den Bergen, Wäldern, Flüssen, Bäumen und allen anderen Lebewesen. Verschwendung gilt als Beleidigung gegenüber Tengri und seinen Naturgeistern. Der Mensch sieht seine Existenz nicht darauf ausgerichtet, die Natur auszubeuten, sondern lebt mit dem Bewusstsein, dass sein Überleben von einer intakten Umwelt abhängt. Der Mensch sieht sich zwar ganz klar als etwas anderes als die übrigen Lebewesen, aber dennoch werden in den Mythen dieser Menschen die Tiere und sogar die Bäume als menschenähnliche und selbstständig denkende Wesen charakterisiert. In der Natur hat alles eine Seele: Wald, See, Felsen, Fluss, Berg und Bäume. Wenn der Mensch etwas aus der Natur nimmt, ist das nur möglich, weil es ein Naturgeist erlaubt hat. Deshalb muss er dankbar sein, diese Geister respektieren und ihnen Ehre erweisen.
Berge, Bäche, Wälder, Felsen und Bäume sind auch die Wohnstätten der Naturgeister Yer Su. Diese Naturgeister sind ehemalige Ahnen-Geister, an die sich ihre Nachfahren nicht mehr erinnern. Es heißt, dass große Berge und eindrucksvolle Bäume eine Suld-Seele haben. Die Suld-Seele ist die Seele der Menschen, der nach dem Tod des Menschen in der Natur bleibt. Man glaubt, dass manche Felsen und Bäume besonders starke Geister beherbergen und reicht diesen regelmäßig Tabak oder Getränke als Opfergabe, und erweist ihnen Respekt. In der Natur Schäden zu verursachen, wie etwa Äste von Bäumen abzureißen oder diese unnötig zu fällen, gelten als großes Tabu. Die verärgerten Naturgeister könnten sonst große Probleme bereiten. In einer alttürkischen Sage verschenken die Türken einen Felsen, den sie vorher seit 40 Generationen als heilig verehrt hatten, an die Chinesen. Der Himmel nimmt sofort eine seltsame Farbe an, die Vögel hören auf zu singen, das Gras der Steppe verblasst und vertrocknet, Krankheiten verbreiten sich. Auf diese Weise werden sie von den Yer Su, den Erd- und Wassergeistern als Strafe vertrieben.
Berggeister gelten als äußerst mächtig, und für eine erfolgreiche Jagd und eine reiche Ausbeute an pflanzlicher Nahrung werden diese oft angebetet. Die Anbetung der Berggeister erfolgt an einer Oboo/Oba. Eine Oba ist meist eine kuppelförmige, zwei bis drei Meter hohe Anhäufung, die den Berg symbolisiert (ähnlich wie die Jurte den Kosmos nachbildet). Jemand, der daran vorbeiläuft, umkreist ihn dreimal und legt einen Stein darauf ab. Auf diese Weise stärkt der Mensch sein „Windpferd“, den Geist des Berges, und erhält somit Glück für seine weitere Reise. Am Oba werden viele Rituale zu Ehren Tengris, der Mutter-Erde und der Ahnen abgehalten.
Einige heilige Berge und Seen:
- UNESCO-Welterbe: Burchan Chaldun; Mongolei
- Khan Tengri (Kasachstan)
- Ulu Taw (Kasachstan)
- Altai; auf dem höchsten Gipfel soll der mächtige Altay Han leben.
- Issyk Kul: Heiliger See in der Ursprungslegende der Kirgisen.
- Musala/Bulgarien; dieser Berg hieß Tangri, bevor ihr Name durch die Osmanen in Musala (Mashallah) umgeändert wurde.
- Tianshan; ursprünglicher Name in Uigurisch „Gottes Berg“.

## Opfergaben
Der Tengrismus kannte blutige und unblutige Opfer. Da man glaubte, dass Tiere eine Seele, die wiedergeboren wird, besitzen, durften Tiere niemals unnötig gequält werden. Deshalb mussten beim Töten eines Tieres viele strenge Regeln eingehalten werden. Beim Töten eines Opfertieres durfte vor allem nicht die Ami-Seele geschädigt werden. Man glaubte, dass die Ami-Seele in dem Bereich vom Kopf, Kehle, Lunge und Herz ihren Platz hat. Deshalb musste dieser Bereich als Ganzes erhalten bleiben.

### Blutige Opfer

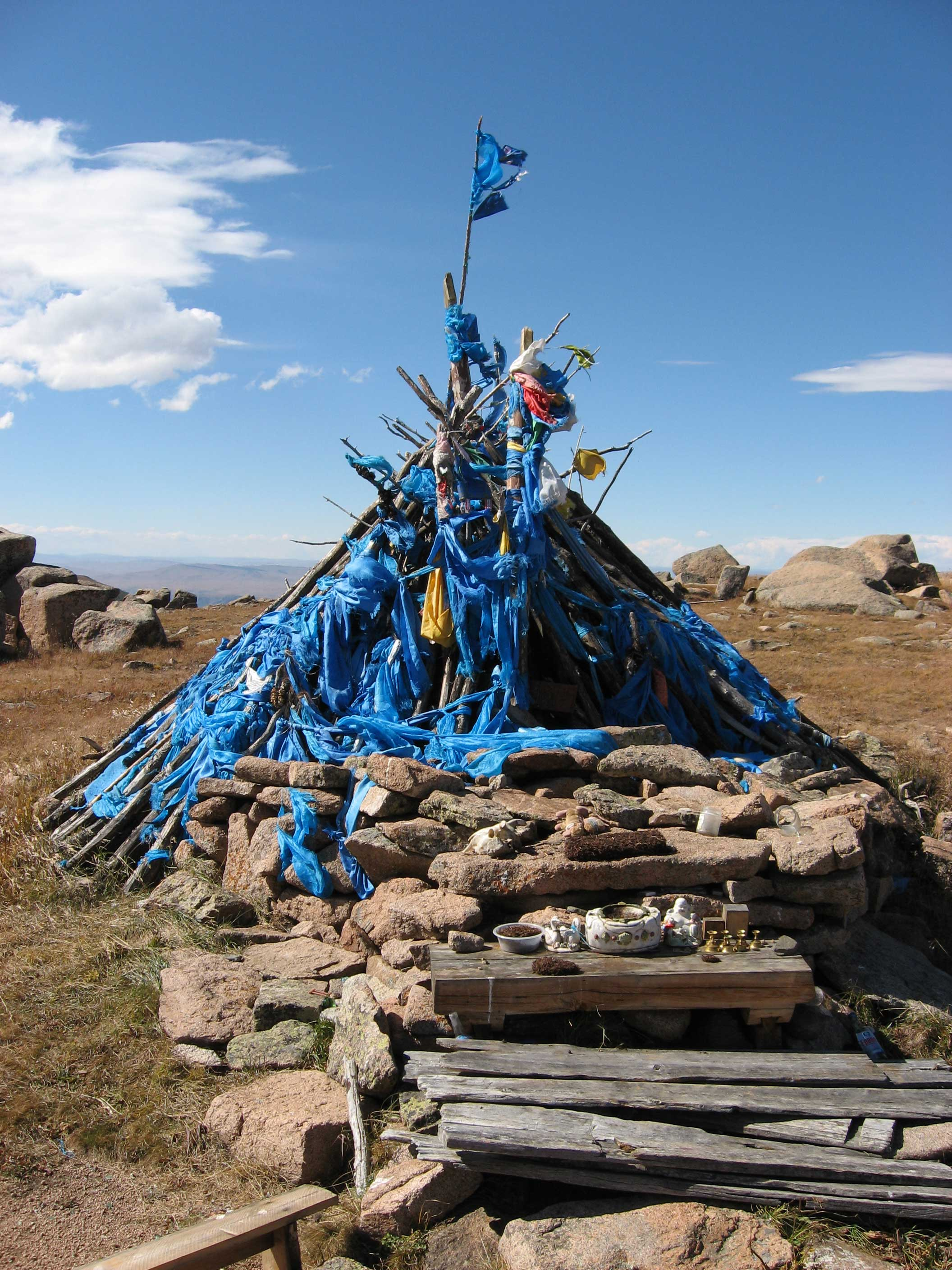
Eines von zwei Ovoos, schamanische Stein- und Holzmale in der Mongolei, hier auf dem Gipfel des Ikh Uul, a. k. a. Ikh Barzan Uul, dem auffälligsten Berg südlich von Bürentogtokh; im Vordergrund eine Opferbank

Beim blutigen Opfer wurden meist Pferde, Schafe, Ziegen oder Rinder dargebracht. Beim Töten durfte kein Tropfen Blut vergossen und keine Knochen gebrochen werden. Das Fell musste bis auf einen Schnitt am Bauch unversehrt bleiben, gleiches galt für Kopf, Lunge und Herz. Durch den Schnitt wurde eine Hand in die Bauchhöhle eingeführt und mit den Fingern die Hauptschlagader durchtrennt; diese weitgehend unblutige Art der Tötung ist auch heute noch eine in der Mongolei verbreitete Art des Schlachtens. Das Opfer wurde danach in zwei Hälften geteilt und auf zwei Feuerstellen zubereitet. Dabei achtete man darauf, wie sich der Rauch verhielt. Wenn der Rauch einer der Feuerstellen steil zum Himmel stieg, dann bedeutete dies, dass diese Hälfte Tengri überlassen werden sollte. Sie wurde einfach auf dem Feuer gelassen, bis sie vollständig verbrannt war. Beim islamischen Opferfest bevorzugen die Kirgisen bis heute Pferde als Opfertiere.

### Unblutige Opfer
Unblutige Opfer waren alle sonstigen Lebensmittel, aber auch Genussmittel, Waffen, Haushaltsgeräte und auch sportliche Veranstaltungen wie traditionelle Ringkämpfe oder Pferderennen. Zum Beispiel ging man während eines Gewitters mit einer Schüssel voll Kumys, Milch, Ayran oder Joghurt um die Jurte, um damit die Götter zu besänftigen. An der Stelle, an der ein Blitz eingeschlagen war, veranstalteten junge Männer einen Ringkampf, als Opfergabe an die Götter. Das häufigste Opfer ist bis heute die Opferung von Kumys oder Wodka. Man taucht einen Finger in das Getränk, spritzt damit in alle Himmelsrichtungen und grüßt dabei Tengri, Mutter-Erde und die Ahnen, bevor man es auf ihr Wohl trinkt.

## Ahnenverehrung
Die Seelen der Ahnen werden immer gemeinsam mit Vater-Himmel und Mutter-Erde gewürdigt. Der Mensch besitzt drei Seelen, die nach dem Tod unterschiedliche Schicksale haben. Eine kehrt zurück in den Himmel, eine zurück in die Erde, und eine bleibt in der Natur. Die in der Natur verbliebenen Seelen der Ahnen helfen und beschützen ihren Nachfahren. Nach mehreren Generationen können diese Seelen ihre Nachfahren verlassen, wenn man sie nicht mehr erwähnt, aber wenn sie regelmäßig gerufen werden, bleiben sie in der Nähe. Wenn diese Seelen ihre Nachfahren endgültig verlassen haben, werden sie zu Naturgeistern und leben beispielsweise in einem Baum oder einem Stein. Schamanen riefen während eines Rituals, bei dem böse Geister vertrieben werden mussten, oft die Seelen der Ahnen zu Hilfe. Sie hielten sich dann in der Nähe des Totems auf.
Die Türken und die Mongolen sahen den „blauen Wolf“ (kök böri) und den „Rothirsch“ (maral) als ihre Ahnen an. Die Burjaten kennen außerdem einen „Vater Stier“ als wichtigen Ahnen. Das mongolische Wort für Bär bedeutet auch gleichzeitig Vater. Bei den Mongolen unter Dschingis Khan galt der Geist eines Ahnen als Schutzpatron. Er beschützte Volk und Ehe. Bei ehemaligen tengristischen Stämmen ist es bis heute verbreitet, Fotos von Ahnen, ein Bild von Dschingis Khan, oder das Stammestotem in eine besondere Ecke des Hauses zu stellen und ihm regelmäßig Ehre zu erweisen.
Die Herrscher, meist Khan genannt, galten als Heilige. Ihr Blut, das ebenso als heilig galt, durfte nicht vergossen werden. Der Khan wurde auch nach seinem Tod weiter verehrt. Er wurde manchmal zum Schutzpatron des Stammes, dem regelmäßig Opfer dargebracht wurden. Mächtige Khane erreichten nach ihrem Tod den Status eines Gottes. Wenn ein Khan auf einen Beschluss der Stammesältesten hingerichtet werden musste, durfte dabei sein Blut trotzdem nicht vergossen werden. Daher wurde er mit der Sehne eines Bogens erdrosselt.

## Verwendung von Totems
Der Wald und die Wasserwelt sind die Heimat wilder Tiere, auf die der Mensch angewiesen ist, um zu überleben. Die Tiere verfügen wie der Mensch über eine Ami-Seele. Diese Seele verursacht die Körperwärme und macht die Atmung erforderlich. Ihre Ami-Seelen werden innerhalb der eigenen Art wiedergeboren. Weil im Tengrismus die Tiere Seelen besitzen, haben Tiere individuelle Persönlichkeiten, eigene Sprachen und besondere Fähigkeiten.
Der große Geist Bayan Ahaa ist der Herrscher über alle Tiere. Jäger beten zu ihm, bevor sie mit der Jagd beginnen. Die wichtigsten wilden Tiere sind Wolf, Hirsch, sibirischer Tiger, Schneeleopard und Bär. Die Burjaten nennen den Tiger Anda Bars, „bester Freund Tiger“, und beten zu ihm, um Glück in der Jagd zu haben. In Sibirien wird vor allem der Bär als der Herrscher des Wildnis angesehen. Es gibt vielfältige Rituale, die nach dem Tod eines Bären abgehalten werden, um seine Seele würdig zu verabschieden.
Weil Tiere Seelen besitzen, die wiedergeboren werden, gilt es beim Töten eines Tieres Regeln einzuhalten, um seine Seele nicht zu erzürnen. Sonst könnte der gesamte Stamm für eine lange Zeit keinen Jagderfolg mehr haben, weil die Naturgeister es verhindern. Wenn ein großes Waldtier erlegt oder ein großer Fisch gefangen wurde, kann es sein, dass der Jäger aus Trauer um dessen Seele sogar weint. In der Regel entschuldigt sich der Jäger bei der Seele des erlegten Tieres und erklärt ihm, weshalb er es töten musste. Auch Haustiere werden mit angemessenem Respekt getötet. Die Kehle wird nicht durchtrennt, weil dabei die Ami-Seele verwundet werden könnte.
Man glaubte, dass die Ami-Seele in dem Suld-Bereich Kopf, Hals, Lunge und Herz sitzt. Deshalb musste der Suld immer als Ganzes erhalten bleiben. Wenn ein Tier geopfert wurde, hängte man den Suld an einer zum Himmel gerichteten Stange auf. Die Skelette der verzehrten Bären wurden im Wald an eine Stange gehängt oder auf eine Plattform gesetzt.
Um die Geister nicht zu verärgern, musste man sich im Wald vorsichtig verhalten. Beim Betreten des Waldes durfte nicht geschrien oder gerannt werden. Es galt, sich vorsichtig wie ein Waldbewohner zu bewegen. Mit einem Stock zu werfen, ist eine Beleidigung für Bayan Ahaa und andere Naturgeister und gilt daher als Tabu (nugeltei). Steine ins Wasser zu werfen oder zu urinieren sind ebenfalls verboten. Tiere dürfen nur dann getötet werden, wenn man ihr Fleisch oder ihr Fell benötigt. Das Töten muss möglichst schnell und schmerzfrei erfolgen. Die Beute muss mit dem gesamten Stamm geteilt werden, es darf nicht gehortet werden. Wenn diese Regeln befolgt wurden, glaubte man, dass die Naturgeister einverstanden sind.
Flüsse, Seen, Bäche und Meere sind nicht nur der Lebensraum der Wassertiere, sondern auch Durchgänge für Seelen, die auf der Reise zwischen den Welten unterwegs sind. Deshalb wurden manchen Wassertieren besondere Fähigkeiten zugeschrieben. Man glaubte, dass manche dieser Tiere mit den Geistern und Seelen in Kontakt stehen.
Einige Tiere können die Seelen von Schamanen sein, die gerade eine tierische Gestalt angenommen haben, um bestimmte Aufgaben zu erledigen. Nach einer Erzählung erlegte ein Jäger ein Tier, das eigentlich die Seele eines Schamanen war. Deshalb starb im selben Moment auch der Schamane mitten in seinem Ritual. Die Seelen der Ahnen können gleichfalls zuweilen die Gestalt eines Tieres annehmen. Dann sind es jedoch immer Tiere, die nicht gegessen werden, wie z. B. Füchse, Schakale, Spinnen oder Schnecken.
Tiere, die als Totem verehrt werden, dürfen nicht gejagt und nicht gegessen werden. Ihre Namen auszusprechen gilt als Tabu, deshalb werden sie im Alltag der Menschen unter anderen Namen beschrieben. Bei den Mongolen sind es vor allem der blaue Wolf und der Rothirsch. Bei den Türken ist es meistens der Wolf. Auch der Adler gilt als ein wichtiges Totem.
Die Seelen der Tiere sind manchmal Lehrer und manchmal Lotsen für die Schamanen. Nach einer jakutischen Sitte stellen sich zwei Schamanen, die sich kennenlernen, zuerst gegenseitig ihre Krafttiere vor. Während eines Rituals nimmt der Schamane die Gestalt seines Krafttieres an.

## Windpferd und Bujanhischig

Das nationale Windpferd (mongol. Hiimori) der Mongolei ist auf dem Wappen der Mongolei als besonders stark dargestellt.

Die persönliche, geistige Kraft eines Menschen wird als Windpferd bezeichnet, welches sich in der Brust befindet. Je nachdem, wie der Mensch sich und seine Umwelt im Gleichgewicht hält, ist die geistige Kraft bei jedem unterschiedlich groß. Ein sehr starkes Windpferd bewirkt, dass ein Mensch sehr klar denkt, sehr vorausschauend ist und stets die richtigen Entscheidungen trifft. Wenn der Mensch seine Kraft für böse Absichten einsetzt und damit das Gleichgewicht stört, schwächt er das Windpferd ab. Deshalb neigen böse Menschen irgendwann auch zur Selbstzerstörung (vergleichbar mit Karma). Man kann das Windpferd mit täglichen kleinen Ritualen stärken, zum Beispiel durch ein Gebet oder durch die Darbringung eines Opfergetränks für den Himmel, die Erde und/oder die Ahnen.
Während eines Rituals kann der Schamane seine Windpferdkraft erhöhen, indem er den Rauch von bestimmten Kräutern inhaliert und/oder Tieropfer darbringt.
Buyanhischig/Buyan sind dem vergleichbar. Je nach Verhalten eines Menschen mehrt und reduziert sich der Buyan. Durch Nichtbeachten von Tabus, durch Respektlosigkeit den Ahnen gegenüber und durch das sinnlose Töten von Tieren werden die Naturgeister erzürnt und der Buyan schwächt ab.
In dem Bewusstsein, dass das Stärken des Windpferdes und des Buyans die Lebensqualität und das Schicksal bestimmen, folgen die Menschen im Tengrismus einer Reihe von Verhaltensregeln, was letztendlich zu einem harmonischen Leben der Menschen miteinander, aber auch der Menschen mit der Natur führen sollen.

## Die mehreren Seelen des Menschen
Jeder Mensch und jedes Tier besitzt mehrere Seelen. Man glaubte, dass ein Mensch mindestens drei Seelen besaß; lediglich die Samojeden stellten hier eine Ausnahme dar. Sie glaubten, dass Frauen über vier und Männer über fünf Seelen verfügten. Allgemein verbreitet ist die Vorstellung, dass Tiere mit Ami- und Suns-Seele zwei Seelen besitzen; eine davon wird wiedergeboren. Da Tiere eine Seele haben, die wiedergeboren wird, muss der Mensch respektvoll mit ihnen umgehen.
Die drei Seelen des Menschen sind:
- Özüt-Seele (auch Suld-): Sie bleibt nach dem Tod des Menschen in der Natur.
- Ami-Seele: Sie reinkarniert.
- Suns-Seele (auch Süne): Sie reinkarniert.

Alle drei Seelen befinden sich innerhalb des Energiefeldes eines Menschen. Die für das Leben wichtigste ist die Suld-Seele. Wenn sie den Körper verlässt, ist der Tod unumgänglich. Die anderen beiden Seelen können unter Umständen den Körper kurzfristig verlassen und dabei manchmal Bewusstlosigkeit verursachen. Ami- und Suns-Seele müssen sich immer an entgegengesetzten Enden des Körpers aufhalten, um das Befinden im Gleichgewicht zu halten. Wenn sie sich aus irgendwelchen Gründen schneller bewegen, lösen sie erhöhten Blutdruck aus. Auf dieselbe Weise gab es Erklärungen und Heilmethoden für sämtliche andere Krankheiten, die auf die Launen der drei Seelen und die Stärke des Windpferdes zurückgeführt wurden.
Die Ami-Seele hängt mit der Atmung, die Suns-Seele mit Wasser zusammen. Die Suns-Seele benutzt Wasserwege, um sich außerhalb eines Körpers fortzubewegen. Der im Süden liegende Weltenbaum ist die Verbindung zwischen irdischer Welt und Himmelreich. Der Weltenfluss, der Richtung Norden fließt, ergießt sich in die Unterwelt. Die Suns-Seelen werden stets wiedergeboren und kehren auf die Erde zurück. Es gibt unterschiedliche Mythen über den gesamten Kreislauf der Seelen. In der meist erzählten Version herrscht Umay über die im Weltenbaum befindlichen Ami-Seelen, diese gelangen an der Quelle des Weltenflusses auf die Erdoberfläche. Bei einer Geburt schwimmt die Seele, die wiedergeboren werden soll, durch den Fluss und dringt in das neu geborene Baby ein. Wenn ein Mensch stirbt, taucht die Suns-Seele in den Weltenfluss und schwimmt mit dessen Strömung bis in die Unterwelt. Die Ami-Seele verwandelt sich in einen Vogel und fliegt zurück zum Weltenbaum. Um wiedergeboren zu werden, muss die Suns-Seele die Quelle des Weltenflusses erreichen oder die Milchstraße überqueren, um den Punkt im Süden zu erreichen, an der sich Himmelreich und Mittelwelt berühren.
Dieser Kreislauf der Seelen gleicht dem Wasserkreislauf: Wasser regnet von Himmel herab und sickert durch die Erde, kommt dann als Quellwasser ans Tageslicht; daher sind auch Bäche Eingänge in die Unterwelt. Letztendlich gelangt das Wasser in die Meere, wo es wieder verdunstet und den Himmel erreicht, von dem es wieder herabregnet. Die Seelen fließen ebenfalls mit dem Weltenfluss ins Meer und kehren zur Quelle zurück, um wiedergeboren zu werden.

## Schamane
Der Schamane (Kam) gilt nicht als heiliger Mensch. Er genießt lediglich den Respekt der Menschen, weil er mit den Geistern in Verbindung steht. Insofern unterscheidet er sich von der Institution eines Priesters in anderen Religionen. Für die tägliche Ehrung Tengris und der Geister wird kein Schamane benötigt. Die Aufgaben des Schamanen bestehen meistens darin, das außer Kontrolle geratene Gleichgewicht wiederherzustellen und Krankheiten zu heilen. Es gibt unterschiedlich starke Schamanen. Je nachdem, über welche Hilfsgeister sie verfügen, haben sie unterschiedliche Fähigkeiten. Man unterscheidet zwischen „weißen“ und „schwarzen“ Schamanen.
Schamanen trugen das Manyak. Dies Gewand musste aus Fellen von bestimmten Tieren hergestellt werden. Es war mit Knochen und Federn bestückt, die ihre je eigene Bedeutungen hatten. Schamanen und Schamaninnen besaßen unterschiedliche Kompetenzen. Ein Schamane konnte nur bis zur dritten Ebene des Himmels gelangen, aber eine Schamanin bis zur fünften Ebene. Bei manchen Stämmen dürfen Frauen keine Schamanen werden, weil sie während der Menstruation als unrein gelten. Es gab auch so genannte weiße und schwarze Schamanen, die unterschiedliche Heilkräfte hatten. Sie trugen entweder helle oder dunkle Manyaks. Schamanen wurden nach ihrem Tod zum Körmöz, „Geister mit Zauberkräften“.

### Schamanenwerdung
Nach einer Sage baute Erlik Khan die erste Schamanentrommel und vollzog das erste Schamanenritual. Von sonstigen Menschen unterscheidet die Schamanen, dass sie über die Seele eines verstorbenen anderen Schamanen verfügen. Diese utha- oder Körmöz-Seele begleitet den Schamanen und hilft ihm. In der Regel taucht die Seele eines alten Schamanen eines Tages plötzlich auf und versetzt den Auserwählten in einen Zustand der Bewusstlosigkeit, der manchmal mehrere Tage andauert; Mediziner sprechen hierbei von einer Katalepsie. In diesem Zustand hat der Auserwählte eine Vision. Darin muss er sich entscheiden, ob er wirklich ein Schamane werden möchte. Am häufigsten werden folgende Visionen erzählt:
- Der Auserwählte begegnet dem Totem-Tier des Stammes. Dieses Tier hat in der Regel ein Zeichen auf seiner Stirn. Es führt ihn zu dem Baum, von dessen Rinde er den Rahmen seiner Trommel fertigen muss. Wenn er aus der Bewusstlosigkeit erwacht, geht der Auserwählte in den Wald, findet das Tier und den Baum aus seiner Vision und fertigt seine Trommel aus dem Fell des Tieres und der Rinde des Baumes.

- Die Seele des Hilfsschamanen führt den Auserwählten in das Himmelsreich und zerlegt seinen Körper in Einzelteile. Diese Teile müssen wieder zusammengeflickt werden, damit er mit neuen Schamanen-Kräften auf die Erde zurückkehren kann. Wenn er sich weigert, ein Schamane zu werden, stirbt er in seiner Katalepsie und wacht nie wieder auf.

Ein anderer Schamane, der gerufen wird, um dem „Kranken“ zu helfen, erkennt sofort, dass dieser nicht wirklich krank ist, sondern zur Schamanenwerdung berufen wurde.

### Aufgaben des Schamanen
- Krankheiten heilen: Die Launen der Geister und der Seelen sind die Ursachen für Krankheiten.
- Mit Geistern in Kontakt zu treten, um sie um Schutz und Glück zu bitten.
- Regen-Ritual und Blitz-Ritual: Er muss die Energie der eingeschlagenen Blitze wieder in den Himmel schicken, um das Gleichgewicht in der Natur zu wahren, und in Trockenzeiten um Regen beten bzw. zaubern.
- Oba-Ritual: Kann mehrere Tage dauern und ist für das Wohl des ganzen Stammes von Bedeutung.
- Wahrsagen: Er lädt einen Geist dazu ein, in seinen Körper zu dringen. Der Geist spricht dann aus dem Körper des Schamanen.

Der Schamane tanzt und singt während seiner Arbeit und spielt dabei auf seiner Trommel. Er gibt sich damit selbst den Rhythmus für seine Bewegungen. Seine Kutte und seine Onguns (Totems) beherbergen die Geister, die ihm bei seiner Arbeit helfen. Der Schamane hat auch zuweilen einen kleinen runden Spiegel auf seiner Brust, der Angriffe böser Geister durch Blendung abwehren soll. Außerdem soll der Spiegel Energie aus dem Universum für den Schamanen einfangen. Schamanen haben oft einen langen Stock dabei, der das Pferd oder ein anderes Tier, auf dessen Rücken er in andere Welten reist, symbolisiert. Manchmal haben Schamanen auch einen Fächer, um damit Geister abzuwehren. In seltenen Fällen nutzen Schamanen neben der Trommel auch andere Musikinstrumente oder Masken.

„Der Höhepunkt der Schamanentätigkeit ist der Schamanenkampf zwischen einem guten/weißen und einem bösen/schwarzen Taltos (Name der Schamanen bei den frühen Ungarn), die beide in der Gestalt eines Stieres erscheinen. Der weiße Taltos erbittet in seiner Furcht vor dem Kampf menschliche Hilfe. Sie wird ihm gegeben und besteht im Durchschneiden der Sehnen des Gegners. Hier zeigt sich eine Ausprägung des dunklen Weltaspektes. Der gute Taltos kämpft entweder gegen eine Krankheit, um eine Abwehr einer Naturkatastrophe oder für günstiges Wetter.“

### Schamanentrommel und Halluzinogene
Wenn ein anderer Bewusstseinszustand vonnöten ist, hat der Schamane eine Vielzahl von Hilfsmitteln. Meistens benutzt er mehrere dieser Hilfsmittel gleichzeitig. Bei einem Ritual ist die Atmosphäre, die ihn umgibt, von großer Wichtigkeit. Viele Geister sind nachts stärker als tagsüber. Die ihn umgebenden Menschen können seine Gebetsformeln laut wiederholen und ihm damit helfen. Kreisförmige Gemeinschaftstänze können ebenfalls Energie herbeiholen oder den Schamanen in andere Welten befördern.
Das wichtigste Instrument für die Trance ist die Schamanentrommel. Der sich immer wiederholender Rhythmus des Trommelns in einer bestimmten Frequenz kann tatsächlich hypnotische Zustände auslösen. Die Trommel wird meist auf der Höhe des Kopfes oder des Oberkörpers gehalten, die Vibrationen des Trommels wirken somit stärker auf den Körper ein.
Schamanen verwenden oft alkoholische Getränke oder Tabak. Für deren Genuss unterbrechen sie ihr Trommeln. Der als halluzinogen geltende Rauch mancher Pflanzen wie z. B. der des Wacholders wird ins Gesicht gepustet und eingeatmet. Daher gilt Wacholderrauch als heilig. Man glaubt, dass er das Windpferd stärkt und die Geister erfreut. Ein Hilfsmittel ist zudem der Fliegenpilz. Der Schamane isst die getrockneten Pilze während der kurzen Unterbrechungen in seinem Ritual.
Das Erklimmen des Weltenbaumes ist einer von mehreren Wegen, die in die Ebenen des Himmels führen. Der Weltenbaum hat neun Äste. Der Schamane stimmt beim Erklimmen des Baumes einen Obertongesang an. Bei jedem Ast, den er erklommen hat, erhöht er die Fußnote seines Gesanges.

## Tengrismus heute
Seit dem Zerfall der Sowjetunion wuchs das Interesse der Turkvölker Zentralasiens an ihrer Vergangenheit und damit auch am Tengrismus. Dies wurde in den 1990ern vor allem in Tatarstan und Russland und kurz danach auch in Kirgisistan deutlich, wo eine rituelle Revitalisierung des Tengrismus einsetzte. Zuerst war von Bizneng-Yul (tatar. Unser Weg) und später von Tengirchilik (Tengrismus) die Rede. Mit der Zeit wurde die Bewegung institutionalisiert und organisiert. So entstand 1997 die tengristische Gesellschaft in Bischkek; ihr gehören rund 500.000 Mitglieder an. Die Tengir-Ordo Foundation ist ein internationales Zentrum zur Erforschung des Tengrismus. Beide Organisationen werden von dem kirgisischen Parlamentsabgeordneten Dastan Sarygulov geleitet. Diese Bewegung trug mit einer Aufklärungskampagne dazu bei, dass auch in Kasachstan und anderen Turkrepubliken Interesse am Tengrismus erwachte. Die Ministerpräsidenten Kasachstans und Kirgisistans, Nursultan Nasarbajew und Askar Akajew, bezeichneten seitdem den Tengrismus wiederholt als den natürlichen und nationalen Glauben aller Turkvölker.
Häufig geht mit dem modernen Tengrismus eine Kritik an den abrahamitischen Religionen, besonders dem Islam, einher und Tengristen rufen zum Bekenntnis ethnischer Religionen auf. Andere verstehen den Islam als eine Weiterführung des Tengrismus und argumentieren, dass Allah nur ein anderer Name für Tengri sei. Tengristen wie Sarygulov kritisierten allerdings das anthropomorphe Gottesbild des Islams und des Christentums: Durch die Behauptung Gott habe die Gestalt eines Menschen angenommen (Christentum) oder seine Botschaften durch einen Menschen offenbart (Islam), wäre die Rolle des Menschen in der Natur verzerrt worden. Die Natur müsse als einzige legitime Quelle zur Erkenntnis des Göttlichen gelten. Moderne Tengristen lehnen die Vorstellungen von Propheten, religiöse Dogmen, heiligen Schriften und den Anthropozentrismus ab. Stattdessen wird ein Ökozentrismus befürwortet. Soziale Strukturen sollen nicht durch Institutionen, sondern durch Moral und Spiritualität geregelt werden. Die Globalisierung wird von Tengristen unterschiedlich bewertet: Während manche Anhänger eine Standardisierung der Menschen befürchten, und meinen mit der Globalisierung ginge auch immer eine Amerikanisierung einher, glauben andere Anhänger, der Tengrismus würde sich gut in einer globalisierten Welt eingliedern können.
In der Mongolei heißt die Organisation des Tengrismus Golomt Center for Shamanist Studies. Diese Organisation wendet sich etwa durch ihre englischsprachige Internetseite auch an die westliche Welt; damit ist die Hoffnung verbunden, den Tengrismus auch im Westen zu verbreiten. Einige der antreibenden Kräfte dabei sind z. B. Sendenjaviin Dulam oder Schagdaryn, die weltweit Vorträge über den Tengerismus halten und sich für Interviews zur Verfügung stellen.
Die Verwendung von tengristischen Symbolen wie etwa die himmelblaue Farbe oder die Abbildungen von alten Totemtieren scheinen in Zentralasien als nationale oder panturkistische Symbole wieder an Popularität zu gewinnen.
Bei den Jakuten ist eine moderne Version des Tengrismus verbreitet, die sie Ayy nennen.

## Forschung
Die Erforschung des Tengrismus gestaltet sich schwierig, weil die tengristischen Stämme nomadisch lebten, ständig fremden Einflüssen ausgesetzt waren und bis zum 6. Jahrhundert kaum schriftliche Zeugnisse auf lange haltbaren Stoffen hinterließen. Ab dem 6. Jahrhundert sind etliche alttürkische Inschriften auf Steintafeln erhalten. Sie geben Aufschluss darüber, was die alten Türken geglaubt haben. Erkenntnisse über den Tengrismus vor dem 6. Jahrhundert müssen aus der frühen Literatur jener Kulturen gewonnen werden, die im Laufe ihrer Geschichte mit türkischen Völkern in Kontakt gekommen waren und dies schriftlich festhielten. Dazu gehören chinesische, persische oder arabische Quellen. In den meisten dieser Quellen zeigt sich das Unverständnis der Schreiber über den fremden Glauben. Die Tengristen werden zum Beispiel als ungeheuerliche Barbaren in Hundegestalt dargestellt, die seltsame, gotteslästernde Dinge tun.
Mahmūd al-Kāschgharī verfasste mit dem Divan Lügat-ü Türk im 11. Jahrhundert ein türkisches Wörterbuch, in dem er den Ursprung türkischer Wörter erklärte. Darin sind auch sehr viele wertvolle Informationen über den vorislamischen Glauben der Türken enthalten. Er empört sich zwar in seinen Formulierungen immer wieder über die „Ungläubigen“, aber sein Werk gilt bis heute als eine der zuverlässigsten Quellen bei der Erforschung des Tengrismus.

### Monotheismus-Theorie
Ob der Tengrismus als monotheistische Religion angesehen werden kann, ist umstritten. Denn es ist kaum zu entscheiden, ob die alten Türken mit dem Wort Tengri Gott oder Himmel meinten, wenn sie es in Bezug auf andere heilig geglaubte Mächte verwendeten, als in Bezug auf den Himmelsgott selbst. Beide Erklärungen wären mit jeder Überlieferung vereinbar und würden einen Sinn ergeben.
Demnach gibt es unterschiedliche Auffassungen:
- Aus der Verehrung Tengris wird eine monotheistische Religion abgeleitet. Jean Paul Roux führt dazu jedoch aus: „In der alten Religion der Türken, die betont monotheistisch war, erscheint deutlich auch ein Polytheismus. … In der Tat steht Tengri, der Himmelsgott, in enger Beziehung zum Herrscher, seinem Stellvertreter auf Erden und sogar zu seinem Sohn. Obwohl er pantürkisch ist, erscheint er als nationaler und kaiserlicher Gott.“[17]

- Es gab Schamanismus, Kult um Heiligengräber, heilige Orte, Glaube an Dämonen und Geister. In einem türkische Abstammungsmythos gehen die ersten Türken aus einem Wolfspaar hervor.[18]

- Nach Ansicht von Walther Heissig und anderen Autoren gab es in der Mongolei ein hierarchisches System mit über 100 Göttern,[4] an deren Spitze der Qormusta Tengri steht. Dies würde der Monotheismus-Theorie zunächst widersprechen, aber nicht ausschließen, dass sich in einigen Regionen ein monotheistischer Tengrismus entwickelt hat.